# Первомайский (Ершичский район)
Первомайский — деревня в Ершичском районе Смоленской области России. Входит в состав Руханского сельского поселения. Население — 111 жителей (2007 год). 
Расположена в южной части области в 15 км к юго-востоку от Ершичей, в 33 км юго-западнее автодороги А141 Орёл — Витебск. В 35 км северо-восточнее деревни расположена железнодорожная станция Пригорье на линии Рославль — Брянск. 

## История
В годы Великой Отечественной войны деревня была оккупирована гитлеровскими войсками в августе 1941 года, освобождена в сентябре 1943 года.